# Ove Høegh-Guldberg
Przez styl (a może i także przez źródło informacji) w niektórych miejscach nie jest jasne, co dokładnie i  jak się wydarzyło (podrozdział III) → poprawić styl – powinien być encyklopedyczny,
 od 2025-01 → zweryfikować treść i dodać przypisy,
 od 2025-01 

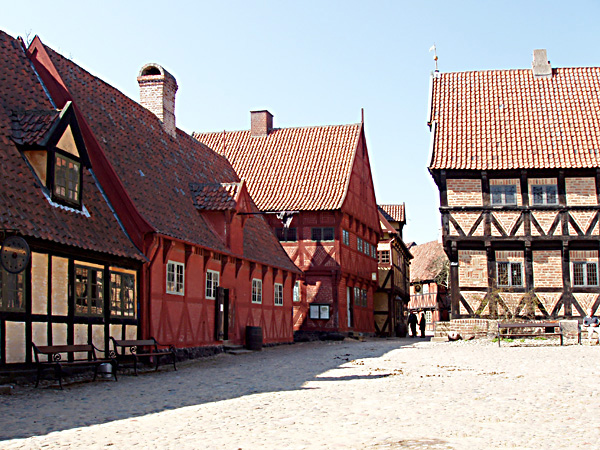
Stare miasto w Aarhus

Ove Høegh-Guldberg (ur. 1 września 1731 w Horsens, zm. 7 lutego 1808 w Viborgu) – był duńskim mężem stanu, politykiem i teologiem, a także historykiem i de facto premierem Królestwa Danii w latach 1772–1784.

## Życiorys

### Młodość i początki kariery: 1731–1772
Był synem biednego handlarza z Jutlandii. Dzięki pomocy krewnych został teologiem, później też historykiem, a w 1761 r. został profesorem na Akademii w Sorø.
W 1764 r. wszedł w towarzystwo królowej Juliany Marii jako nauczyciel jej syna Fryderyka. W 1771 r. został sekretarzem gabinetu. Jako rojalista i konserwatysta zrobił wszystko, by zjednoczyć elity polityczne przeciwko reformom, które zamierzał wprowadzić Johann Friedrich Struensee. Upadek Struenseego (i jego egzekucja w 1772 r.) dały początek karierze politycznej Guldberga.

### U władzy: 1772–1784
Rządy Guldberga charakteryzowały się neutralnością w polityce zagranicznej i dobrą sytuacją gospodarczą. Wspierał on wypieranie z życia publicznego elementów nieduńskich: w 1773 r. język duński stał się jedynym językiem urzędowym armii, a w 1776 r. ogłoszono ustawę o obywatelstwie, która wykluczała cudzoziemców ze sprawowania wysokich funkcji publicznych. Guldberg wspierał pisarzy i poetów piszących w języku duńskim, m.in. Jörgena Zoega. Choć z pewnością był nacjonalistą, używał tej powszechnej o nim opinii również w celach propagandowych.
Guldberg nie wiedział, jak walczyć z korupcją i nie rozumiał konieczności polepszenia warunków życia chłopstwa. Jak stwierdził: „...nie można zrzucić jarzma z chłopów nie narażając się na niebezpieczeństwo wstrząśnięcia podwalinami państwa...”. Abrogował wszystkie reformy Struenseego, które uważał za niepotrzebne. Choć sam wywodził się z prowincji, w swoich decyzjach politycznych wyraźnie faforyzował stolicę. Zwolnienie wielu ministrów (Heinrich Carl von Schimmelmann, Andreas Peter Bernstorff) zwiększyło jego władzę, lecz przysporzyło mu wielu krytyków.
Pozycji Guldberga zagroziła niechęć księcia koronnego Fryderyka do swojej macochy, królowej Juliany Marii, swojego przyrodniego wuja, księcia regenta Fryderyka i ich środowiska politycznego, którego Guldberg był częścią. W tym czasie realną władzę w Danii sprawował Guldberg i królowa Juliana Maria. W kuluarach życia politycznego zawiązał się spisek pod przywództwem księcia koronnego Fryderyka, który miał na celu odsunięcie od władzy środowiska królowej. W spisek zaangażowało się wielu polityków zwolnionych przez Guldberga, m.in. Andreas Peter Bernstorff. Do ogólnej niechęci wobec rządzącego środowiska przyczyniło się też zmniejszenie obrotów handlowych w porównaniu z okresem wojny Brytyjczyków z amerykańskimi koloniami.

### Schyłek rządów i ostatnie lata życia: 1784–1808
Zamach stanu przeprowadzony przez księcia koronnego 14 kwietnia 1784 r. i przejęcie przezeń tytułu księcia regenta pozbawiły Guldberga władzy. Fryderyk pojawił się na posiedzeniu tajnej rady i odczytał rozporządzenie przywracające stan rzeczy sprzed rządów hrabiego Struensee, tzn. rządy osobiste monarchy. Guldberg i jego zwolennicy nie stawiali oporu. Znajdujący się na sali król Chrystian VII podpisał stosowne dokumenty, nie wiedząc, co robi. Bezskutecznie protestowała królowa Juliana Maria i ówczesny książę regent, Fryderyk. Guldberga został przeniesiony na urząd prefekta (amtmand) miasta Aarhus. Funkcję tę pełnił do 1802 r.

### Ocena postaci
Dziś Guldberg uważany jest za porządnego i skromnego człowieka, którego rządy przyniosły stabilizację, lecz jednocześnie nieco ciasno myślącego biurokratę, nie pojmującego sensu przeprowadzania reform. Ambasador brytyjski Ralph Woodford powiedział o nim: „...Jest uczonym i napisał doskonałą historię powszechną, świat i sprawy państwowe zna jednak z książek”.